# チェチェクトゥ
チェチェクトゥ（モンゴル語: Čečektü、中国語: 徹徹禿、? - 1339年）は、モンゴル帝国第4代皇帝モンケ・カアンの庶子のアスタイの孫。『元史』などの漢文史料では（郯王）徹徹禿/闍闍禿、ペルシア語史料ではچکتو（Chektū）と記される。

## 概要

### 仁宗・英宗父子の時代
チェチェクトゥはモンゴル帝国第4代皇帝モンケ・カアンの孫の衛王オルジェイの息子として生まれた。チェチェクトゥが史料上に現れ始めるのはブヤント・カアン（仁宗アユルバルワダ）の治世のことで、皇慶元年（1312年）には父のオルジェイとともに金銀鈔の下賜を受けている。
ゲゲーン・カアン（英宗シデバラ）の治世の後半、至治2年（1322年）にはモンゴリアに派遣され武寧王に封ぜられているが、これは当時大元ウルス西北で勢力を拡大しつつあったコシラに対処するためであったと考えられている。

### 泰定帝の時代
至治3年（1323年）、「南坡の変」にてゲゲーン・カアンが暗殺され、イェスン・テムル・カアン（泰定帝）が即位して後もチェチェクトゥはモンゴリアにおいて重用され続けた。泰定元年（1324年）には父の地位を受け継ぎ、モンケ・ウルス当主の座に就いた。チェチェクトゥはカラコルム一帯にウルスを構えた。
これ以後、チェチェクトゥは屡々イェスン・テムル・カアン政権から下賜を受けている。イェスン・テムルの短い治世から見るとその数は多く、チェチェクトゥがイェスン・テムルより重用されていたことが窺える。泰定3年（1326年）にはイェスン・テムル・カアンの甥で側近の梁王オンシャンとともにモンゴリアを鎮撫することを命じられている。

### 「天暦の内乱」において
致和元年（1328年）、イェスン・テムル・カアンが死去すると、その遺児のアリギバを擁立する上都派と、トク・テムルを擁立する大都派の間で天暦の内乱が勃発した。しかしモンゴリアに領地を持つチェチェクトゥはこれを機にそれまで敵対していたチャガタイ・ウルスに亡命中のコシラに接近し、コシラが大元ウルス領に帰還する手引きを行った。同年（天暦元年）10月、チェチェクトゥはアルタイ山脈を越えてきたコシラを迎えており、カラコルムにおけるコシラの即位宣言においてもチェチェクトゥが大きな役割を果たしたと見られる。
折しも上都派と大都派の戦闘は大都派の勝利となり、トク・テムルが既にカアン位に即いており、このままではコシラとトク・テムルの間で争いが起こるのは必至であった。そこでコシラ勢力代表としてトク・テムル勢力と交渉を行ったのがチェチェクトゥで、天暦2年（1329年）初頭にまず使者を派遣し、その3カ月後には自ら使者としてトク・テムル勢力の下を訪れた。
チェチェクトゥらの交渉により一旦はトク・テムルがカアン位をコシラに譲るという合意がなされ、チェチェクトゥらはトク・テムルにより下賜を受けた。ところがオングチャドでのクリルタイでコシラは急死を遂げ（エル・テムルらによる謀殺と見られる）、急遽トク・テムルが改めてカアン位に即くこととなった。

### 晩年
至順2年（1331年）、チェチェクトゥは最高ランクの「郯王」位を与えられ、改めてその高い地位が保証された。
至順4年（1333年）、ジャヤガトゥ・カアンが死去すると次代のカアン位を巡って再び政争が勃発した。メルキト部のバヤンはコシラの息子のトゴン・テムルをカアン位に就ける（ウカアト・カアン）ことで実権を握ったが、これにエル・テムルの一族が反発しクーデターを計画した。このクーデター計画にはモンケ家のコンコ・テムルも荷担していたが、このクーデター計画をチェチェクトゥが告発し、エル・テムルの一族及びコンコ・テムルは処刑されてしまった。
身内を告発することで再びその地位を保つことができたチェチェクトゥであったが、後至元4年（1338年）にバヤンから提案されたお互いの子の結婚を断ったことで、バヤンの恨みを買ってしまう。バヤンはイキレス部の昌王シーラップ・ドルジにチェチェクトゥを告発させ、この告発を元にウカアト・カアンにチェチェクトゥの死刑を求めた。更にバヤンはウカアト・カアンの許しが出る前に先走ってチェチェクトゥを処刑してしまった。
この後、バヤンの甥のトクトがバヤンを失脚させると、チェチェクトゥの名誉は回復され没収された資産をその子孫に返還するよう働きかけられた。しかしチェチェクトゥの子孫については史料上に記録が残っておらず、この一件を期にモンケ・ウルスは弱体化してしまったものと見られる。

## モンケ家の系図
- モンケ・カアン…トルイの長男で、モンケ・ウルスの創始者。
  - バルトゥ（Baltu,班禿／بالتوBāltū）…モンケの嫡長子。
    - トレ・テムル（Töre-temür,توراتیمورTūlā tīmūr）…バルトゥの息子。

  - ウルン・タシュ（Ürüng-daš,玉龍答失／اورنگتاشŪrung tāsh）…モンケの次男で、第2代モンケ・ウルス当主。
    - サルバン（Sarban,撒里蛮／ساربانSārbān）…ウルン・タシュの息子。

  - シリギ（Sirigi,昔里吉شیرکیShīrkī）…モンケの庶子で、第3代モンケ・ウルス当主。
    - ウルス・ブカ（Ulus-buqa,兀魯思不花王／اولوس بوقاŪlūs būqā）…シリギの息子で、第4代モンケ・ウルス当主。
      - コンコ・テムル（Qongqo-temür,并王晃火帖木児／قونان تیمورQūnān tīmūr）…ウルス・ブカの息子
        - チェリク・テムル（Čerik-temür,徹里帖木児）…コンコ・テムルの息子で、第7代モンケ・ウルス当主。

      - テグス・ブカ（Tegüs-buqa,武平王帖古思不花）…ウルス・ブカの息子、コンコ・テムルの弟で、第2代武平王。

    - トレ・テムル（Töre-temür,توراتیمورTūlā tīmūr）…シリギの息子。
    - トゥメン・テムル（Tümen-temür,武平王禿満帖木児／تومان تیمورTūmān tīmūr）…シリギの息子で、初代武平王。

  - アスタイ（Asudai,阿速歹／آسوتایĀsūtāī）…モンケの庶子
    - オルジェイ（Ölǰei,衛王完沢／اولجایŪljāī）…アスタイの息子で、第5代モンケ・ウルス当主。
      - チェチェクトゥ（Čečektü,郯王徹徹禿／چکتوChektū）…オルジェイの息子で、第6代モンケ・ウルス当主。

    - フラチュ（Hulaču,忽剌出／هولاچوHūlāchū）…アスタイの息子。
    - ハントム（Hantom,هنتوم／Hantūm）…アスタイの息子。
    - オルジェイ・ブカ（Ölǰei buqa,اولجای بوقا／Ūljāī būqā）…アスタイの息子。